# Archivea kewensis
Archivea kewensis là một loài thực vật có hoa trong họ Lan. Loài này được Christenson & Jenny mô tả khoa học đầu tiên năm 1996.